# Vieille Mer
La Vieille Mer est une petite rivière, progressivement busée et transformée en égout, qui prend sa source à Dugny, passe dans le parc Georges-Valbon et s'écoule sur 6 km vers Saint-Denis où elle se jette dans la Seine au niveau de la route départementale 14 (quai de Seine).

## Historique et présentation
L'origine du nom de ce cours d'eau reste mystérieuse, mais pourrait provenir de Matrona, la Marne, dont un bras ancien constituerait le bassin de la Vieille Mer. Selon d'autres, les anciens marais qui l'entouraient faisaient penser à de véritables mers.

### Hydrographie
La Vieille Mer constitue l'exutoire des quatre principaux cours d'eau qui drainent le territoire de la Plaine de France, zone autrefois marécageuse qui s'étend au nord-est de la Seine-Saint-Denis et à l'est du Val-d'Oise :
- La Morée, avec pour affluent le Sausset,
- Le Croult, avec pour affluent le Petit Rosne.

Elle se jette en Seine, à Saint-Denis, au niveau du canal Saint-Denis. 
Son bassin versant est de 200 km2 environ.

### Tracé
Le ru de la Vieille Mer a été canalisé puis, à partir de 1957, progressivement busé du nord de Saint-Denis, jusqu'à Dugny, soit un linéaire de 6 kilomètres.
Elle passe au nord du cimetière de Saint-Denis, sous l'actuelle rue Georges Politzer.

## Les aménagements de la rivière
Les activités qui se développent le long de la Vieille Mer et des rivières de son bassin dès le XVIIIe siècle occupent progressivement leur lits majeurs, et transforment leurs lits mineurs en égouts.
L'industrialisation et l'urbanisation du XXe siècle les verra disparaître : Le Croult et le Rouillon seront remblayés, et la Vieille Mer, polluée et qui inonde régulièrement les quartiers avoisinants, sera canalisée puis couverte entre 1957 et 1967.

## Situation actuelle
La Vieille Mer est aujourd'hui couverte à 95 % et sert d'émissaire interdépartemental d'eaux pluviales. Si son débit est pratiquement nul par temps sec, il peut atteindre 10 m3/s pendant et après un orage exceptionnel, lors de la vidange des bassins de rétention des Brouillards, au parc Georges-Valbon ou de la Molette, qui servent à limiter les risques d'inondation et de débordement de ce cours d'eau.
En amont de la Vieille Mer, les bassins de rétention du Val-d'Oise et de la Seine-Saint-Denis stockent respectivement 1,4 et 1,2 million de mètres cubes d'eau. Sans cette régulation, le débit de la Vieille Mer, qui atteint 10 m3/s, serait de 150 m3/s sous un gros orage, soit la moitié du débit moyen de la Seine.

## Projet de découverture de la Vieille Mer
Le Département de la Seine-Saint-Denis et le Syndicat interdépartemental pour l'assainissement de l'agglomération parisienne (SIAAP) étudient depuis 1998 la possibilité et l'intérêt de la « découverture » de la Vieille Mer. Cette étude a confirmé le rayonnement urbain, paysager, environnemental et social de la reconquête de ce cours d'eau méconnu et oublié. 
Pour Belaïde Bedreddine, vice-président du SIAAP et du département, cette démarche doit « créer un îlot de fraîcheur, de plus en plus nécessaire au vu du changement climatique. Cela a également une visée éducative en montrant aux habitants qu'avec de bonnes pratiques de respect des cours d'eau et une limitation des rejets, nous pourrons faire apparaître encore plus de cours d'eau. Enfin, et alors que la plupart des cours d'eau naturels de Seine-Saint-Denis ont disparu, cela permettra de développer la biodiversité du territoire, avec des poissons, écrevisses et plantes aquatiques qui se développent naturellement dans les cours d'eau. »
Dans un premier temps, le Département et le SIAAP doivent lancer fin 2024 des travaux de remise en jour du cours d'eau sur son linéaire sur 3 kilomètres dans le parc Georges-Valbon pour un investissement global de 21 millions d'euros : en parallèle du cours canalisé, un deuxième lit sera creusé à partir de la station de pompage de Dugny jusqu'à la sortie du parc au niveau de la cité Floréal.

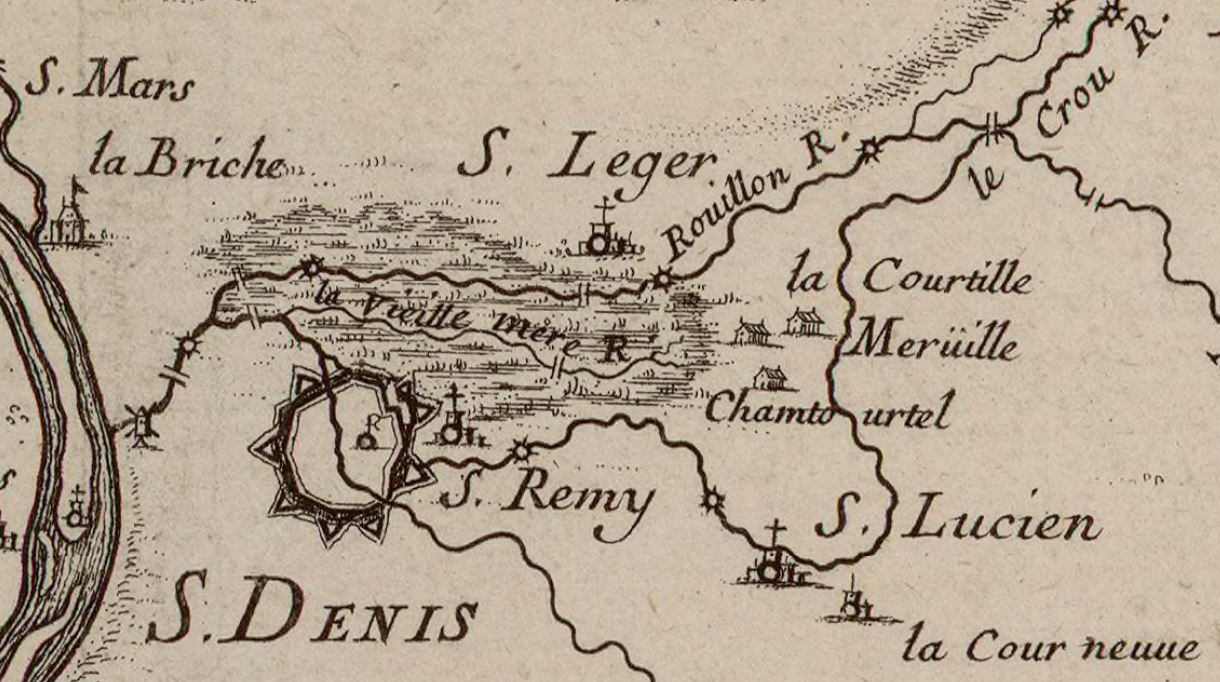
Carte particulière des environs de Paris, Académie royale des sciences en l'année 1674 ; gravée par F. de la Pointe.